# Barbara Zdunk
Barbara Zdunk (cerca de Bartoszyce, 1769 - Reszel, 21 de agosto de 1811) fue una mujer polaca acusada y condenada por pirómana y bruja. Es posible que haya sido la última persona en Europa que muriese en la hoguera.

## Biografía
Barbara Urbana nació cerca de Bartoszyce y dejó su casa a los nueve años para ir a trabajar. Después de un breve matrimonio con un soldado de apellido Zdunk, tuvo varias aventuras y fue madre de varios hijos ilegítimos. Vivía desde 1806 con un trabajador agrícola de veintidós años, Jakob Auster, dieciséis años menor que ella.También era conocida por su gusto por la magia. Vivía en la ciudad de Reszel (en aquel momento adscrita a Prusia con el nombre de Rößel).
La noche del 16 al 17 de septiembre de 1807 un incendio arrasó la ciudad de Rößel. Barbara Zdunk fue culpabilizada y acusada de provocar el incendio. Detenida, fue encarcelada en el castillo de Rößel. Allí languideció durante cuatro años, durante los cuales sus carceleros la prostituyeron, hasta el punto de que dio a luz dos niños durante su estancia en prisión.
A pesar de la falta de pruebas, fue declarada culpable. Condenada a ser quemada viva, murió el 21 de agosto de 1811, aunque estrangulada por el verdugo justo antes de encender la pira erigida en una colina cercana a la ciudad.

## Contexto
Hoy en día se cree que los verdaderos pirómanos fueron soldados polacos del ejército napoleónico. También el verdadero motivo de la condena de Barbara Zdunk, confirmado por varios tribunales de apelación, incluido el propio rey Federico Guillermo III de Prusia, sigue siendo incierto: ¿venganza de las autoridades prusianas contra el pueblo polaco? ¿concesión a la indignación pública? ¿Castigo por su estilo de vida?
Al igual que la condena de Anna Göldin en 1782, también considerada a menudo como una de las últimas personas ejecutadas por brujería en Europa, es dudoso que la de Barbara Zdunk pueda considerarse el resultado de un verdadero juicio por brujería, ya que en ese momento no era un delito penal en Prusia.